# Khiva-khanatet
Khiva-khanatet var indtil den russiske revolution et khanat og en russisk vasalstat i Turan syd for Aralsøen, 60.000 km2 med ca. 800.000 indbyggere, hvoraf halvdelen var nomader. Størstedelen af Khiva-khanatets område var flad, sandet ørken, kun langs Amu Darja og de mange kanaler, der spredte dens vand, fandtes dyrket land, i alt næppe 10 % af arealet.
Khiva var i indskrænket forstand navnet på en oase ved Amu Derjas nedre løb, men i udvidet forstand navnet på hele det land, som begrænsedes mod vest af det Kaspiske Hav, mod syd af Persien (Khorasan) og hazarernes land, mod øst af khanaterne Bokhara og Khokand, mod nord af Sir Derjas nedre løb, Aralsøen og den Truchmeniske Isthme. Hvor der ikke er vand, var grænserne ubestemte.

## Landskabet
Den nordøstlige del udgjordes af Sir-flodens delta, afvekslende sandet og sumpet og bedækket med umådelige rørskove; fremdeles Aralsøens sandede bredder og en del af ørkenen Kisil Kum (rødt sand). Sydvest derfor ligger Amus dal. Flodbredderne her er lave, men beliggende i en dal af vekslende bredde, der i alle retninger var gennemskåret af talrige kanaler, hvorved flodens vand blev ledet ud over en lang strækning, der blev dyrket med den yderste omhu. Dette gjaldt især om oasen Khiva, der er ca. 25 mil lang og over 20 mil bred, og hvor der er 20 store kanaler (70-100 fod brede).
Syd og sydvest for Amus dal strækker sig lige til grænsen den store ørken Kharesm (den glansfulde), i hvis sydøstlige del ligger oasen Merv, ved Murghab-floden, fordum et hovedsæde for arabisk videnskabelighed, senere en turkmannisk lejrplads.
Vest for Amu ligger turkmanniske stepper indtil det Kaspiske Hav og langs med dette. Det var et ørkenagtigt land med en del græsrige oaser, ja enkelte steder endog med kornavl. Igennem det snor sig Amus flodseng (floden udmundede tidligere i det Kaspiske Hav), bedækket med græs og træer, 6-700 fod bred og 100 fod dyb.
Den nordvestlige del af Khiva hørte til det 600 fod høje, øde plateau Ust-Urt.

## Klima
Klimaet i området er kontinentalt og regnfattigt. I Petro Aleksandrovsk er middeltemperaturen for januar ÷5,2 °C, for juli: 28,4 °C. Middelekstremerne i det nærliggende Nukus er ÷26,3 °C og 40,5 °C. Den årlige nedbør er i Nukus 8,7 cm, hvoraf det meste falder i vinter- og forårsmånederne. Om vinteren er floden tilfrossen. Løvspringet kommer dog allerede sidst i marts, og høsten falder i begyndelsen af juli. Stærke storme hærger landet, særlig om efteråret og vinteren. Regn og sne er sjælden, desto hyppigere er dug og isslag

## Dyreliv
Af vilde dyr findes i tilknytning til stepperne hjorte, en antilopeart, ræve, ulve, sjakaler osv.

## Befolkning
Beboernes antal lod sig ikke bestemme og blev derfor opgivet yderst forskelligt (fra 300.000 til 2 mio.). De bestod af usbekere, det herskende folk, af tyrkisk-tatarisk herkomst, lidet i antal (omkring 30.000), men mægtigt ved sammenhold som væsentlig levede af landbrug. I byerne levede desuden en del sarter (bukharer) af persisk herkomst, bosatte agerdyrkere og handelsmænd (måske 100,000), karakalpaker (sorthuer), fattige nomader i de nordlige og nordøstlige stepper (100,000), kirgiser og turkmener, talrige nomadehorder i de vestlige stepper.
Turkmannerne skildredes i midten af 1800-tallet som bedrageriske, havesyge og grusomme røvere, der anstillede formelige menneskejagter og solgte fangerne til oasebeboerne, der brugte dem til at dyrke jorden. Da Muraviev var i Khiva (1819 og 1820) var der 3.000 russiske og 30.000 persiske slaver.

## Sprog
Sproget var forskellige tyrkiske dialekter.

## Religion
Befolkningen var traditionelt muslimer (sunni-muslimer).

## Næringsveje
Der dyrkedes hvede, byg, hirse, ris, tobak, meloner, æbler, ferskener, morbær og vin, senere også bønner, kartofler, kål og bomuld. Der udførtes bomuld, silke, uld og korn.
Der fandtes fortrinlige heste, mange kameler, kvæg og store får.
Handelen blev i midten af 1800-tallet især drevet med turkmenere, dog gik der også karavaner fra Bukhara og til Rusland.

## Hovedstaden Khiva
Hovedstaden Khiva ved en vandingskanal fra Amu Darjà talte omkring 5.000 indbyggere, var en fattig og smudsig by med lerhytter og en ringmur af ler. På en høj lå citadellet med khanens palads. Der fandtes mange moskeer og medresser, men den eneste betydelige bygning var moskeen Palvan-Ata med byens skytshelgens grav. Desuden kan nævnes Seyid Bai-moskeen og Djumma-moskeen.
Oasestaden Khiva var en temmelig stor, med mur omgiven stad med omtrent 3.000 huse og 10.000 indbyggere, beliggende ved en kanal, der forsynede den med vand fra Amu. Gaderne var krumme og meget snævre, husene næsten alle byggede af ler, men dog temmelig varige, da det regnede så sjældent. Købmandsboder var der få af, men to gange om ugen afholdtes en basar.

## Khanen af Khiva
Khanen af Khiva ansås som nomadestammernes overherre, men han måtte selv fra 1854 erkende russisk overherredømme. Han havde en bataljon regulært infanteri og noget artilleri, men kun i en mådelig forfatning; desuden skulle han kunne stille 25.000 mand irregulære tropper, hvoraf omtrent de 5.000 havde bøsser. Han residerede i Khiva. Khanens palads var ganske ubetydeligt.

## Historie
Khiva beboedes i oldtiden af choaresmierne, som omtales allerede af Herodot.
I 680 kom landet under arabisk herredømme, senere under seldsjukkerne. I slutningen af det 11. århundrede blev Kutbh Eddin Muhammed, søn af en tyrkisk slave, statholder i Khiva, og under ham blomstrede landet op og blev snart farligt for seldsjukkerne. Under hans efterfølgere udvidedes grænserne, så at Khiva omkring år 1200 herskede over hele Persien og Afghanistan.
I 1220 erobredes Khiva af Tolui, en søn af Djengis Khan, og 1379 af Timur Lenk. Efter i omtrent hundrede år at have haft fred kom Khiva en kort tid under perserne, som atter fordreves af usbekerne.
1709 løsrev Kokand sig og dannede en egen stat, Kokand-khanatet.
Det første sammenstød med russerne fandt allerede sted i begyndelsen af det 18. århundrede, og Khiva stod en kort tid under russisk herredømme. Under Alla Kuli Khan (1825-42) kom Khiva atter i krig med Rusland, men den russiske hær gik næsten fuldstændig til grunde ved frost og sygdom. De følgende fyrster var Raham Kuli Khan (1842-45), Muhammed Arnin Khan (1845-55), Abdulla Khan (1855-56), Kutlugh Murad Khan (1856), Seyid Muhammed Khan (1856-65), Seyid Muhammed Rahim (1865-1910), derefter Seyid Asfendiar.
Seyid Muhammed Rahim ydede hjælp til kigiserne under deres oprør mod russerne, hvilke derpå (1872) under general Kaufmann rykkede frem mod Khiva. Efter slaget ved Mandyk (maj 1873) erobredes hovedstaden, og freden sluttedes i august. Khiva afstod alt land på højre bred af Amu Darjà og skulle betale 2,2 mio. rubler i erstatning i løbet af 20 år. Russerne skulle have samme rettigheder som landets egne indbyggere, og Rusland skulle overtage landets udenrigske anliggender.
Efter zardømmets fald i Rusland i marts 1917 proklameredes i Khiva en republik, hvis selvstændighed senere anerkendtes af sovjet-styret i Moskva, med hvilken den blev forbunden gennem en venskabsaftale af 30. september 1920.

## Khaner af Khiva (1511–1920)

### Arabshahid-dynastiet (Yadigarid Shabanid-dynastiet, 1511–1804)[1]
- Ilbars I (1511–1518)
- Sultan Haji (1518–1519)
- Hasan Quli (1519–1524)
- Bujugha (1524–1529)
- Sufyan (1529–1535)
- Avnik (1535–1538)
- Qal (1539–1549)
- Aqatay (1549–1557)
- Dust Muhammad (1557–1558)
- Haji Muhammad I (1558–1602)
- Arab Muhammad I (1602–1623)
- Isfandiyar (1623–1643)
- Abu al-Ghazi I Bahadur (1643–1663)
- Anusha (1663–1685)
- Khudaydad (1685–1687)
- Muhammad Awrang I (1687–1694)
- Chuchaq (1694–1697)
- Vali (1697–1698)
- Ishaq Agha Shah Niyaz (1698–1701)
- Awrang II (1701–1702)
- Musa (1702–1712)
- Yadigar I (1712–1713)
- Awrang III (c. 1713 – c. 1714)
- Haji Muhammad II (c. 1714)
- Shir Ghazi (1714–1727)
- Sarigh Ayghir (1727)
- Bahadur (1727–1728)
- Ilbars II (1728–1740)
- Tahir (1740–1742)
- Nurali I (1742)
- Abu Muhammad (1742)
- Abu al-Ghazi II Muhammad (1742–1747)
- Ghaib (1747–1758)
- Abdullah Qara Beg (1758)
- Timur Ghazi (1758–1764)
- Tawke (1764–1766)
- Shah Ghazi (1766–1768)
- Abu al-Ghazi III (1768–1769)
- Nurali II (1769)
- Jahangir (1769–1770)
- Bölekey (1770)
- Aqim (første gang, 1770–1771)
- Abd al-Aziz (ca. 1771)
- Artuq Ghazi (ca. 1772)
- Abdullah (ca. 1772)
- Aqim (anden gang, ca. 1772 – ca. 1773)
- Yadigar II (første gang, ca. 1773–1775)
- Abu'l Fayz (1775–1779)
- Yadigar II (anden gang, 1779–1781)
- Pulad Ghazi (1781–1783)
- Yadigar II (tredje gang, 1783–1790)
- Abu al-Ghazi IV (1790–1802)
- Abu al-Ghazi V ibn Gha'ib (1802–1804)

### Qungrat-dynastiet (1804–1920)
- Iltazar Inaq ibn Iwaz Inaq Biy (1804-1806)
- Abu al-Ghazi V ibn Gha'ib (1806)
- Muhammad Rahim Bahadur (1806-1825)
- Allah Quli Bahadur (1825-1842)
- Muhammad Rahim Quli (1842-1846)
- Abu al-Ghazi Muhammad Amin Bahadur (1846-1855)
- Abdullah (1855)
- Qutlugh Muhammad Murad Bahadur (1855-1856)
- Mahmud (1856)
- Sayyid Muhammad (1856 – september 1864)
- Muhammad Rahim Bahadur (10. september 1864 – september 1910)
- Isfandiyar Jurji Bahadur (september 1910 – 1. oktober 1918)
- Sayid Abdullah (1. oktober 1918 – 1. februar 1920)